# Gamigo
Die Gamigo AG (Eigenschreibweise: gamigo) ist ein deutscher Publisher für Browserspiele, Mobilespiele sowie Massively Multiplayer Online Games und Anbieter für Software-as-a-Service-Lösungen im Bereich Cloud Computing. Seinen Hauptsitz hat das Unternehmen in Hamburg, weitere deutsche Standorte befinden sich in Berlin, Münster, Darmstadt und Köln. Neben den fünf deutschen Standorten betreibt die Gamigo AG auch Niederlassungen in Warschau (Polen), Seoul (Süd-Korea), Istanbul (Türkei), New York, Redwood City, Austin und Chicago (USA).
Seit März 2020 ist die Gamigo AG Teil des in Malta registrierten Medienunternehmens Media and Games Invest (MGI).

## Geschichte
Im Jahr 2000 wurde Gamigo von den Brüdern Holger, Ralf und Rolf Klöppel sowie Lars Koschin in Rheine als Onlinemagazin für PC- und Konsolenspiele gegründet und bereits kurze Zeit später von den Finanzinvestoren BMP und AS Ventures finanziert. Neben dem Aufbau eines der damals größten deutschsprachigen Online-Spielemagazine konzentrierte sich das Unternehmen auch auf die Vermietung von Gameservern für verschiedene 3D-Shooter wie zum Beispiel Counter-Strike. Im Bereich der Gameserver-Vermietung unter der Eigenmarke Gamigostrike war Gamigo als einer der ersten Anbieter maßgeblich an der Entwicklung des Marktes beteiligt und zeitweise Marktführer in Deutschland. Im Mai 2001 kaufte Gamigo von dem heutigen E-Mail-Sicherheits-Service Vircom die Lizenzrechte am Spiel Die 4. Offenbarung und veröffentlichte das erste in deutscher Sprache lokalisierte Onlinerollenspiel. Es folgten weitere Spiele, die in deutscher Sprache angeboten wurden: Anarchy Online (Mai 2002), Tactical Commanders (Juni 2003) und Puzzle Piraten (Mai 2004).
Im Jahr 2003 verstarb der Gründer Holger Klöppel. Ralf Klöppel verließ das Unternehmen 2005, Rolf Klöppel und Lars Koschin folgten im Jahr 2007.
2008 wurden die Spiele Last Chaos und Fiesta Online veröffentlicht. Gamigo expandierte ins europäische Ausland und startete jeweils die französische und spanische Version von Shot Online und Last Chaos. Im selben Jahr erwarb die Axel Springer AG alle Anteile der BMP AG an Gamigo. 2009 wurde Gamigo ein 100-prozentiges Tochterunternehmen der Axel Springer AG. Last Chaos wurde auch auf Polnisch spielbar und erreichte als erstes Spiel des Publishers über eine Million registrierte Spieler in Europa.
2010 veröffentlichte Gamigo mit Cultures Online das erste selbst produzierte Spiel, das vom deutschen Entwicklerteam Funatics entwickelt wurde. Ende 2010 erwarb das Unternehmen zudem Anteile am deutschen Entwicklerstudio Reakktor Media. Gemeinsam wurde das Online-Actionspiel Black Prophecy entwickelt und betrieben. 2011 erwarb Gamigo 20,1 % der Anteile am koreanischen Entwicklerstudio von Fiesta Online, OnsOn Soft.
Im Juli 2012 wurde bekannt, dass Gamigo-Datenbanken gehackt und über 8 Mio. E-Mail-Adressen mit Passwörtern öffentlich gemacht wurden. Gamigo setzte die Passwörter zurück, informierte die Nutzer und forderte sie auf, neue Passwörter zu setzen. Im Oktober 2012 veräußerte die Axel Springer AG alle Anteile an Gamigo an den strategischen Investor Samarion. Im Juni 2013 gab Gamigo bekannt, dass ihre hundertprozentige Tochtergesellschaft Gamigo Advertising die Onlinecommunity Gulli.com gekauft hat.
Im Dezember 2013 erwarb Gamigo die nordamerikanische Lizenz für das Spiel Last Chaos von Aeria Games.
2015 erwarb Gamigo die Firmen Looki Publishing und GameSpree sowie den Berliner Onlinegames-Publisher Infernum Games. Damit erweiterte das Unternehmen sein Portfolio um die Titel Desert Operations, Kings and Legends sowie Dragons Prophet. Zudem übernahm Gamigo den Mobile-Payment-Spezialisten Mobile Business Engine und den Spielevermarkter Poged.
Im Mai 2016 gab Gamigo bekannt, den Publisher Aeria Games von ProSiebenSat.1 erworben zu haben. Damit erweiterte das Unternehmen sein Portfolio unter anderem um die Spiele Aura Kingdom, Twin Saga, S4 League, Wolf Team, Ironsight, Grand Fantasia, Eden Eternal sowie Echo of Soul. Zudem wurden die Lizenzrechte für Fiesta Online erworben.
Im Juli 2017 übernahm Gamigo 100 % der Anteile an der Mediakraft Networks GmbH. Das Multichannel-Netzwerk betreute unter anderem bekannte YouTuber wie LeFloid, Die Lochis und die Space Frogs.
Im Oktober 2018 erwarb Gamigo eine Mehrheit der Assets des amerikanischen Spieleentwicklers und Publishers Trion Worlds. Dazu gehörten unter anderem die unternehmenseigene Plattform sowie die Assets der Spiele Trove, RIFT, Defiance 2050, Atlas Reactor und die Veröffentlichungsrechte an dem koreanischen MMORPG ArcheAge.
Im Februar 2019 platzierte Gamigo an der Frankfurter Börse sowie der NASDAQ Stockholm eine Unternehmensanleihe über zunächst 32 Mio. Euro mit einer zusätzlichen Aufstockungsoption auf bis zu 50 Mio. Euro. Im April 2019 akquirierte Gamigo den US-Spielepublisher WildTangent in Form eines Asset Deals.
Im Januar 2020 akquirierte Gamigo die wesentlichen Vermögenswerte von Verve Wireless Inc., einer nordamerikanischen Mobile-Datenplattform für standortbasiertes programmatisches Video- und Display-Marketing. Im März 2020 gab die maltesische Medienfirma Media and Games Invest (MGI), geführt vom damaligen CEO der Gamigo-Gruppe Remco Westermann, die Aufstockung ihrer Beteiligung von bisher 53 % auf 99,9 % der Anteile bekannt. Damit wurde Gamigo vollständig Teil von MGI.

## Geschäftsmodell
Anfangs bot Gamigo Onlinerollenspiele mit monatlichem Abonnement an. Im Laufe der Jahre zeigte sich jedoch, dass nur sehr große Produktionen mit entsprechender Marketing- und PR-Unterstützung ausreichende Abonnentenzahlen erreichen konnten, um langfristig bestehen zu können.
Gamigo bietet Free-to-play-Spiele aus Asien an, die kostenlos und ohne monatliche Gebühren zum Herunterladen angeboten werden. In diesen Spielen können gegen reales Geld virtuelle Gegenstände erworben werden, die den Komfort im Spiel erhöhen oder eine Zeitersparnis einbringen. Sehr populär sind beispielsweise „Booster“, die einen Bonus auf Erfahrungspunkte oder die Währung im Spiel gewähren. Auch virtuelle Reittiere, besondere Kleidungsstücke oder Haustiere sind bei Spielern beliebt.
Gamigo bietet auch B2B-Leistungen für Drittanbieter.

## Auszeichnungen
- Black Prophecy – Massively’s Best of E3 2010 (Kategorie Biggest Surprise)[20]
- Jagged Alliance Online – Deutscher Entwicklerpreis Bestes Browsergame 2012[21]

## Spiele
| Browserbasierte Spiele: - Jagged Alliance Online - Pirate Galaxy - Taern - Blut. Tod. Vergeltung. - Die Ratten - Kings and Legends - War 2 Glory - Desert Operations - Wargame 1942 - Generals of War | Clientbasierte Spiele: - Trove - ArcheAge - ArcheAge: Unchained - Defiance 2050 - Rift - Champions of Regnum - Fiesta Online - Golfstar - King of Kings 3 - Last Chaos - Loong: Power of the Dragon - Loong Dragonblood DE - Aura Kingdom - Echo of Soul - Grand Fantasia - Ironsight - Shaiya - S4 League - Champions of Regnum** | eingestellte bzw. nicht veröffentlichte Spiele: - Anarchy Online - Black Prophecy - Bloody Bite* - Brick-Force - Cultures Online - Die 4. Offenbarung** - Dreamlords - Dungeon Empires - Elements of War Online* - Generals of War - Goal United** - Grimlands* - Heroes in the Sky** - Level R - Magic Campus - Martial Empires - Soul Master** - UFO Online* | - Mytheon* - Navy Field - NeoSteam - Nexus Conflict - Patrizier Online* - Puzzle Piraten - Romadoria - Savage Hunt - Shot Online** - Slapshot Underground - Smash Online - Tactical Commanders - The Witcher: Versus - War of Angels - Erinia |

* Spiel wurde angekündigt, jedoch nie veröffentlicht beziehungsweise hat die Betaphase nie verlassen.

** Die Lizenz des Spiels wurde nicht verlängert, seitdem wird es von einem anderen Unternehmen betrieben.